# Bugatti W16 Mistral
La Bugatti W16 Mistral è una autovettura prodotta dalla casa automobilistica francese Bugatti a partire dal 2023.

## Descrizione
La Mistral è una sportiva a due posti con carrozzeria roadster a motore centrale prodotta a Molsheim in Francia, ove ha sede l'azienda stessa; è l'ultimo modello della casa ad adottare il motore W16 introdotto sulla Bugatti Veyron nel 2005. Annunciata il 19 agosto 2022, per poi essere presentata pochi giorni dopo alla Monterey Car Week e a fine settembre al  
Concorso d'Eleganza di Chantilly, meccanicamente riprende alcuni elementi della Chiron Super Sport 300+ tra cui il gruppo motore-trasmissione, ovvero il motore W16 con quattro turbocompressori dalla cilindrata di 8,0 litri, che eroga una potenza di 1600 CV abbinato ad un cambio automatico a doppia frizione a 7 rapporti.
Il design esterno della carrozzeria è stato realizzato appositamente per la Mistral e non è derivato né dalla Chiron né dagli ultimi modelli Bugatti. I fari anteriori sono composti da quattro strisce luminose diagonali, mentre le luci posteriori hanno la forma ad X con al centro la scritta "Bugatti". Rispetto all'esterno, l'abitacolo invece riprende molti elementi dalla Chiron, ad eccezione della leva del cambio costituita da una mini scultura chiamata "elefante danzante" incastonata nell'ambra, progettata dallo scultore Rembrandt Bugatti.